# Mendip dombság
A Mendip Hills (közkeletű nevén Mendips) egy mészkő dombsor Bristoltól és Bathtól délre az angliai Somersetben. A nyugati Weston-super-Mare-tól és a Bristol-csatornától a keleti Frome-völgyig tartó dombok délen a Somerset Levels síkságára, északon pedig a Chew-völgyre és az Avon egyéb mellékfolyóira néznek.
A dombokról kapta nevét a 2023 áprilisáig a helyi terület nagy részét igazgató, korábbi Mendip önkormányzati kerületnek.
A dombok magasabb, nyugati, 198 km²-es részét „Kiemelkedő Természeti Szépség Területének” (AONB) jelölték ki, ez a nemzeti parkokét megközelítő védelmet ad.
A dombok nagyrészt karbon időszaki mészkőből alakultak ki; ezt több helyen fejtik is. A dombságon átnyúló kőris-juhar erdő, meszes gyep és mezotróf gyep is országos jelentőségű féltermészetes élőhely. A legelőket és szántóföldeket tagoló terméskő falak botanikai jelentősége, hogy támogatják az országosan ritka kövi daravirág (falatfű, Draba muralis) fontos populációit.
A dombság barlangjaiban fontos ősember-leleteket találtak.

## Fordítás
- Ez a szócikk részben vagy egészben  a   Mendip Hills című cseh Wikipédia-szócikk ezen változatának fordításán alapul.  Az eredeti cikk szerkesztőit annak laptörténete sorolja fel. Ez a jelzés csupán a megfogalmazás eredetét és a szerzői jogokat jelzi, nem szolgál a cikkben szereplő információk forrásmegjelöléseként.